# Lovilec vetra
Lovilec vetra (tudi vetrni stolp) (perzijsko بادگیر‎) je tradicionalni arhitekturni element, ki se uporablja za ustvarjanje naravnega prezračevanja in pasivnega hlajenja v stavbah  Lovilci vetra so na voljo v različnih izvedbah: enosmerni, dvosmerni in večsmerni. Pogosto se uporabljajo v Iranu, Severni Afriki in v zahodnoazijskih državah okoli Perzijskega zaliva in se uporabljajo že zadnjih tri tisoč let.
Sodobni arhitekti so jih v drugi polovici 20. stoletja zanemarjali, v začetku 21. stoletja pa so jih znova uporabljali za povečanje prezračevanja in zmanjšanje porabe energije za klimatske naprave. Na splošno so stroški gradnje prezračevane stavbe z lovilcem vetra nižji kot pri podobni stavbi s konvencionalnimi sistemi ogrevanja, prezračevanja in klimatizacije (HVAC). Nižji so tudi stroški vzdrževanja. Za razliko od klimatskih naprav in ventilatorjev z motorjem so vetrovniki tihi in delujejo tudi ko električna energija izpade (posebna skrb na mestih, kjer je električna energija nezanesljiva in draga, kot sta Indija in Kalifornija).
Lovilci vetra se zanašajo na lokalne vremenske in mikroklimatske razmere in vse tehnike ne bodo delovale povsod; pri načrtovanju je treba upoštevati lokalne dejavnike.

## Opis in funkcija
Lovilci vetra se močno razlikujejo po obliki, vključno z višino, površino prečnega prereza ter notranjimi deli in filtri.
Konstrukcija lovilca vetra je odvisna od prevladujoče smeri vetra na določeni lokaciji: če veter piha samo z ene strani, ima lahko le eno odprtino in brez notranjih predelnih sten. Na območjih z bolj spremenljivimi smermi vetra so lahko tudi radialne notranje stene, ki delijo vetrovnik na navpične dele. Ti odseki so kot vzporedni dimniki, vendar z odprtinami na strani, usmerjenimi v več smereh. Več odsekov zmanjša pretok, vendar poveča učinkovitost pri podoptimalnih kotih vetra. Če veter zadene odprtino pravokotno, bo šel noter, če pa jo udari pod dovolj poševnim kotom, bo namesto tega zdrsnil okoli stolpa.
Lovilci vetra na območjih z močnejšim vetrom bodo imeli manjši skupni prerez, območja z zelo vročim vetrom pa imajo lahko veliko manjših jaškov za hlajenje vhodnega zraka.  Vetrni stolpi s kvadratnimi vodoravnimi prečnimi prerezi so učinkovitejši od okroglih, saj zaradi ostrih kotov tok postane manj laminaren, kar spodbuja ločitev toka; primerna oblika poveča sesanje.
Višji lovilci vetra ujamejo višje vetrove. Višji vetrovi pihajo močnejši in hladnejši (in v drugo smer ). Višji zrak je običajno tudi manj prašen.
Če je veter prašen ali onesnažen ali če obstajajo bolezni, ki jih prenašajo žuželke, kot sta malarija in mrzlica denga, bo morda potrebno filtriranje zraka. Nekaj prahu se lahko odloži na dno vetrovnika, ko se zrak upočasni (glej spodnji diagram), več pa se lahko filtrira z ustreznimi zasaditvami ali mrežo proti žuželkam. Fizični filtri na splošno zmanjšajo pretok, razen če je tok zelo sunkovit. Morda je mogoče tudi v celoti ali delno zapreti lovilec vetra.
Kratka, široka pravokotna trikotna prizma malkaf je običajno dvosmerna, postavljena v simetričnih parih in se pogosto uporablja s salsabilom (hladilna enota za izhlapevanje) in šukšejko (oddušnik za strešno luč). Široki malkafi se pogosteje uporabljajo v vlažnih podnebjih, kjer je pretok zraka velikega volumna pomembnejši v primerjavi z hlajenjem z izhlapevanjem. V toplejših podnebjih so ožji in zrak se na poti v notranjost ohladi. Pogosteje se uporabljajo v Afriki. Baudgir pa so večstranski (običajno 4-stranski) in so običajno visoki stolpi (do 34 metrov višine), ki se pozimi lahko zaprejo. Pogosteje so v regiji Perzijskega zaliva in na območjih s prašnimi nevihtami. Višji vetrovi imajo tudi močnejši učinek.
Lovilec vetra se je uveljavil tudi v zahodni arhitekturi in obstaja več komercialnih izdelkov, ki uporabljajo ime windcatcher. Nekateri sodobni lovilci vetra uporabljajo senzorsko krmiljene gibljivih delov ali celo ventilatorje na sončno energijo, da naredijo polpasivne prezračevalne in polpasivne hladilne sisteme.

### Način hlajenja
Nočni način hladi hišo s povečanjem prezračevanja ponoči, ko je zunanji zrak hladnejši; vetrni stolpi lahko pomagajo pri nočnem ohlajanju.
Lovilec vetra lahko hladi zrak tudi tako, da ga vleče čez hladne predmete. V sušnem podnebju so dnevne temperaturne spremembe pogosto ekstremne, pri čemer se puščavske temperature ponoči pogosto spustijo pod ledišče. Toplotna vztrajnost tal izravnava dnevna in celo letna temperaturna nihanja. Tudi toplotna vztrajnost debelih zidanih sten bo ohranjala stavbo toplejšo ponoči in hladnejšo podnevi. Lovilci vetra lahko ohlajajo tako, da vlečejo zrak čez nočno ali zimsko ohlajene materiale, ki delujejo kot zbiralniki toplote.
Lovilci vetra, ki ohlajajo tako, da vlečejo zrak nad vodo, uporabljajo vodo kot zbiralnik toplote, če pa je zrak suh, ohlajajo tudi zrak z hlajenjem z izhlapevanjem. Toplota v zraku preide v izhlapevanje nekaj vode in se ne sprosti, dokler voda ponovno ne kondenzira. To je zelo učinkovit način hlajenja suhega zraka.
Preprosto premikanje zraka ima tudi hladilni učinek. Ljudje se hladimo z izhlapevanjem, ko se potimo. Prepih moti mejno plast telesa segretega in z vodo nasičenega zraka, ki se oprime kože, zato se bo človek v zraku, ki se premika, počutil hladnejše kot v mirujočem zraku enake temperature.

### Sile za premikanje zraka
Lovilec vetra lahko deluje na dva načina: usmerja tok zraka z uporabo tlaka vetra, ki piha v lovilec, ali usmerja tok zraka z uporabo vzgonskih sil iz temperaturnih gradientov (učinek dimnika). O relativnem pomenu teh dveh sil se je razpravljalo. Pomen vetrnega tlaka očitno narašča z naraščajočo hitrostjo vetra in je na splošno pomembnejši od vzgona v večini pogojev, v katerih vetrovnik deluje učinkovito.
Pomembna je tudi hitrost pretoka zraka, predvsem za hlajenje z izhlapevanjem (saj deluje samo na suh zrak in vlaži zrak). Možno je, da ima stavba s prezračevanjem vetrnega stolpa zelo visoke stopnje pretoka; V enem poskusu so izmerili 30 zračnih menjav/uro. Pomemben je enakomeren, stabilen pretok brez zastajajočih vogalov. Zato se je treba izogibati turbulentnemu toku; laminarni tok je učinkovitejši pri ohranjanju človekovega udobja (skrajni primer je Teslin ventil).
Pogosto se uporabljajo tudi drugi elementi v kombinaciji z lovilci vetra za hlajenje in prezračevanje: dvorišča, kupole, stene in fontane, na primer, kot sestavni deli celotne strategije prezračevanja in upravljanja toplote.

#### Pretok zraka zaradi pritiska vetra
Če je odprta stran lovilca vetra obrnjena proti prevladujočemu vetru, ga lahko "ujame" in spusti v osrčje stavbe. Sesanje z zavetrne strani vetrovnega stolpa je prav tako pomembna gonilna sila, običajno nekoliko bolj konstantna in manj sunkovita kot pritisk na protivetrni strani (glej Venturijev učinek in Bernoullijeva enačba).
Vodenje vetra skozi stavbo hladi ljudi v notranjosti stavbe. Zrak teče skozi hišo in odhaja z druge strani ter ustvarja prepih; sama stopnja pretoka zraka lahko zagotovi učinek hlajenja. Lovilce vetra so na ta način uporabljali že tisoče let.
Vetrni stolp v bistvu ustvarja gradient tlaka za vlečenje zraka skozi stavbo. Vetrni stolpi, prekriti z vodoravnimi zračnimi profili, so bili zgrajeni za povečanje teh tlakovnih gradientov. Oblika tradicionalne strehe šukšeika prav tako ustvarja sesanje, ko veter piha po njej.

#### Pretok zraka iz konvekcije
Vzgon običajno ni glavni učinek, ki spodbuja kroženje zraka lovilca vetra čez dan.
V okolju brez vetra lahko lovilec vetra še vedno deluje z učinkom dimnika. Vroči zrak, ki je manj gost, se nagiba k potovanju navzgor in uhaja iz vrha hiše preko vetrnega stolpa.
Ogrevanje samega vetrnega stolpa lahko segreje zrak v notranjosti (to naredi sončni dimnik), tako da se dvigne in potegne zrak iz vrha hiše, kar ustvarja prepih. Ta učinek je mogoče okrepiti z virom toplote na dnu vetrnega stolpa (kot so ljudje, ~80 vatov vsak), vendar to ogreje hišo in jo naredi manj udobno. Bolj praktična tehnika je hlajenje zraka, ko teče navzdol in noter, z uporabo toplotnih rezervoarjev in/ali hlajenja z izhlapevanjem.
Tablinum (takhtabuš) je bil prostor v antični rimski hiši, ki se odpira tako na močno zasenčeno dvorišče kot na zadnje vrtno dvorišče (vrtna stran je zasenčena z mašrabija rešetko). Zasnovan je za navzkrižn zajemanje zraka. Veter vsaj deloma poganja konvekcija (ker bo eno dvoriščena splošno toplejše od drugega), lahko pa ga poganja tudi pritisk vetra in hlajenje izhlapevanja, zato se vrt in dvorišče uporabljata kot vetrolov.
Vzgonske sile se uporabljajo za povzročitev nočnega hlajenja.

#### Nočno uravnavanje
Dnevni temperaturni cikel pomeni, da je nočni zrak hladnejši od dnevnega; v sušnem podnebju veliko hladnejši. To ustvarja znatne vzgonske sile. Stavbe so lahko zasnovane tako, da spontano povečajo prezračevanje ponoči.
Dvorišča v vročem podnebju se ponoči napolnijo s hladnim zrakom. Ta hladen zrak nato teče z dvorišča v sosednje prostore. Hladen nočni zrak bo zlahka pritekel, saj je gostejši od dvigajočega se toplega zraka, ki ga izpodriva. Toda podnevi ga senčijo stene in tenda, zunanji zrak pa segreva sonce. Hladen zid bo tudi ohladil bližnji zrak. Zrak na dvorišču bo postal stabilno stratificiran, vroč zrak bo lebdel nad hladnim zrakom z malo mešanja.  Dejstvo, da so odprtine na vrhu, bo ujelo hladen zrak spodaj, vendar ne more povzročiti, da bi temperatura padla pod nočno najnižjo temperaturo. Ta mehanizem deluje tudi v vetrnih stolpih. 

### Podzemno hlajenje
Lovilec vetra lahko hladi zrak tudi tako, da pride v stik s hladnimi masami. Te pogosto najdemo pod zemljo.
Pod približno 6 m globine so tla in podtalnica vedno na približno letni srednji povprečni temperaturi (MATT)  (ta globina se uporablja za številne toplotne črpalke iz zemeljskega vira, ki se pogosto preprosto imenujejo kot "geotermalne toplotne črpalke" s strani laikov). Toplotna vztrajnost tal izravnava dnevna in celo letna temperaturna nihanja. V sušnem podnebju so dnevne temperaturne spremembe pogosto ekstremne, pri čemer se puščavske temperature ponoči pogosto spustijo pod ledišče. Tudi toplotna vztrajnost debelih zidanih sten bo ohranjala stavbo toplejšo ponoči in hladnejšo podnevi; v vročem sušnem podnebju so pogoste debele stene z veliko toplotno maso (nežgana opeka, kamen, opeka).  Lovilci vetra lahko ohlajajo tako, da vlečejo zrak čez nočno ali zimsko hlajene materiale, ki delujejo kot zbiralniki toplote.
Lovilci vetra se pogosto uporabljajo tudi za prezračevanje nižjih notranjih prostorov (npr. šabestan – kletni prostor), ki ohranjajo hladne temperature sredi dneva tudi brez vetrovnikov. Ledena hiša ali ledenica se tradicionalno uporablja za shranjevanje vode, zamrznjene čez noč v puščavskih območjih ali čez zimo v zmernih območjih. Lahko uporabljajo lovilce vetra za kroženje zraka v podzemno ali polpodzemno komoro, pri čemer izhlapevajo led, tako da se le počasi tali in ostane dokaj suh. Ponoči lahko lovilci vetra celo prinesejo pod ledišče nočni zrak pod zemljo, kar pomaga zamrzniti led.

### Hlajenje z izhlapevanjem
V suhih podnebjih se lahko učinek hlajenja izhlapevanja uporabi tako, da se na dovod zraka namesti  voda, tako da prepih potegne zrak nad vodo in nato v hišo. Zaradi tega se včasih reče, da je vodnjak v arhitekturi vročega, sušnega podnebja kot kamin v arhitekturi hladnega podnebja.
Lovilci vetra se uporabljajo za hlajenje z izhlapevanjem v kombinaciji s kanatom ali podzemnim kanalom (ki uporablja tudi zgoraj opisani podzemni rezervoar toplote). Pri tej metodi je odprta stran stolpa obrnjena stran od smeri prevladujočega vetra (orientacijo stolpa je mogoče prilagoditi s smernimi vrati na vrhu). Ko ostane odprta samo zavetrna stran, se zrak potegne navzgor s Coandă učinkom. To sesa zrak v dovod na drugi strani stavbe. Vroč zrak se spusti v kanat in se ohladi tako, da pride v stik s hladno zemljo in hladno vodo, ki teče skozi kanat. Zrak tudi izhlapeva, ko nekaj vode v kanatu izhlapi, in ko vroč, suh površinski zrak prehaja čez njo; toplotna energija v zraku se absorbira kot energija izhlapevanja. Suh zrak se tako pred vstopom v stavbo tudi navlaži. Ohlajen zrak se potegne skozi hišo in končno iz vetrovnika, spet s Coandă učinkom. Na splošno hladen zrak teče skozi stavbo in znižuje celotno temperaturo strukture.
Salasabil je vrsta fontane s tanko plastjo tekoče vode, oblikovane tako, da poveča površino in s tem hlajenje z izhlapevanjem.  Lovilci vetra se pogosto uporabljajo skupaj s salasabili, lahko se uporabljajo za maksimiranje pretoka nenasičenega zraka nad vodno površino in prenašanje ohlajenega zraka tja, kjer je potreben v stavbi.
Namočeno blazino se tudi lahko obesi v notranjost lovilca vetra za hlajenje vhodnega zraka. To lahko zmanjša pretok, zlasti pri šibkem vetru. Vendar pa lahko v brezvetrju proizvede tudi nizek hladen zrak. Hlajenje zaradi izhlapevanja v vetrnem stolpu povzroči, da se zrak v stolpu potopi, kar poganja kroženje. To se imenuje pasivno hlajenje z izhlapevanjem (PDEC). Lahko se ustvari tudi z uporabo razpršilnih šob (ki se lahko zamašijo, če je voda trda) ali hladilnih tuljav s hladno vodo (kot je vodno talno ogrevanje v obratni smeri).

## Regionalna uporaba

### Afrika
V Egiptu so lovilci vetra znani kot malqaf. Na splošno so oblikovani kot desne trikotne prizme z navpično stranico, ki ostane odprta in obrnjena neposredno proti vetru navzgor ali navzdol (po ena na stavbo). Najbolje delujejo, če so usmerjeni znotraj 10 stopinj smeri vetra; večji koti omogočajo, da veter uide. Lovilci vetra so bili uporabljeni v tradicionalni staroegipčanski arhitekturi in so začeli izginjati šele sredi 1900-ih letih. Njihova uporaba se zdaj ponovno preučuje, saj klimatska naprava predstavlja 60 % najvišje potrebe po električni energiji v Egiptu ( in s tem potrebo po večji proizvodnji zmogljivosti).
V Egiptu se vetrovniki pogosto uporabljajo v povezavi z drugimi pasivnimi hladilnimi elementi.
- Stanovanjska hiša v starem Egiptu z lovilcem vetra. S slike v faraonski hiši Neb-Amuna v Egiptu, ki izvira iz 19. dinastije, ok. 1300 pr. n. št. (Britanski muzej). [15]
- Miniatura staroegipčanske hiše, ki prikazuje lovilec vetra, iz zgodnjega dinastičnega obdobja Egipta, najdena v Abou Ravšu blizu Kaira. Zdaj v Louvru..
- Model staroegipčanske hiše z lovilcem vetra, Roemer- und Pelizaeus-Museum Hildesheim
- Lovilci vetra in strehe šukšejke, ki senčijo ozka dvorišča zračnih jaškov, Kairska citadela.
- Lovilci vetra v Kartumu, Sudan.

### Bližnji vzhod in Azija

#### Iran
V Iranu se lovilec vetra imenuje bâdgir: bâd - veter + gir - lovilec (perzijsko بادگیر‎). Naprave so bile uporabljene v ahemenidski arhitekturi. V Iranu se uporabljajo v vročih, suhih območjih osrednje planote in v vročih, vlažnih obalnih regijah.
Osrednji Iran kaže velike dnevne temperaturne razlike s sušnim podnebjem. Večina stavb je zgrajenih iz debele keramike z visokimi izolacijskimi vrednostmi. Mesta v puščavskih oazah so po navadi zelo tesno skupaj pozidana z visokimi zidovi in stropi, kar povečuje senco na tleh. Toplota neposredne sončne svetlobe je minimalizirana z majhnimi okni, ki so obrnjena stran od sonca.
Učinkovitost lovilca vetra je privedla do njegove rutinske uporabe kot hladilne naprave v Iranu. Številni tradicionalni vodni zbiralniki (ab anbari), ki lahko v poletnih mesecih hranijo vodo pri temperaturah blizu ledišča, so zgrajeni z lovilci vetra. Učinek hlajenja izhlapevanja je najmočnejši v najbolj suhih podnebjih, na primer na iranski planoti, kar vodi v vseprisotno uporabo lovilcev vetra na sušnejših območjih, kot so Yazd, Kerman, Kašan, Sirjan, Nain in Bam.
Lovilci vetra imajo običajno eno, štiri ali osem odprtin. V mestu Yazd so vsi vetrovniki štiri- ali osemstranski. Konstrukcija lovilca vetra je odvisna od smeri zračnega toka na določeni lokaciji: če veter piha samo z ene strani, je zgrajen samo z eno odprtino proti vetru. To je slog, ki ga najpogosteje opazimo v Meybodu, 50 kilometrov od Yazda: lovilci vetra so kratki in imajo eno samo odprtino.
Lovilci vetra v Iranu so lahko precej dodelani, ker se uporabljajo kot statusni simboli.
Majhen lovilec vetra se v tradicionalni perzijski arhitekturi imenuje šiš-kan. Še vedno jih je mogoče videti na vrhu ab anbarov v Kazvinu in drugih severnih mestih v Iranu. Zdi se, da ti delujejo bolj kot ventilatorji kot regulatorji temperature, ki jih vidimo v osrednjih puščavah Irana.
- Lovilci vetra Dolat Abad v Yazdu v Iranu - eden najvišjih obstoječih lovilcev vetra
- Hiša Borujerdi, v Kašanu, osrednji Iran. Zgrajena leta 1857 je odličen primer starodavne perzijske puščavske arhitekture. Dva visoka lovilca vetra hladita andaruni (dvorišče) hiše.
- Lovilci vetra kompleksa Ganjali Kan v Kermanu v Iranu
- Palača Golestan, Teheran, Iran
- Dvorec Aghazadeh ima dovršen 18-metrski vetrni stolp z dvema nivojema odprtin in nekaj manjših vetrnih stolpov
- Vetrni stolp od spodaj, znotraj, kar kaže, da je delno zaprt.
- Katarska univerza v Dohi ima nenavadne lovilce vetra.
- Preprosti lovilci vetra, Hiderabad, Sind, v 1800-ih.

### Avstralija
Hiša sveta 2 v Melbourneu v Avstraliji ima 3-nadstropne "tuš stolpe", narejene iz blaga, ki ga vlaži tuš, ki kaplja na vrhu vsakega od njih. Hlajenje z izhlapevanjem ohladi zrak, ki se nato spusti v stavbo.

### Evropa
Zénith Saint-Étienne Métropole je večnamenska dvorana, zgrajena v Auvergne-Rona-Alpe (notranja južna Francija). Vključuje zelo velik aluminijast lovilec vetra, ki je veliko lažji od enakovrednega zidanega vetrolova. Velikost lovilca vetra omogoča, da deluje v kateri koli smeri vetra; površina prečnega prereza, pravokotna na tok vetra, ostaja velika.
Nakupovalni center Bluewater v Združenem kraljestvu uporablja stolpe za lovljenje vetra. Kraljičina stavba Univerze DeMontfort uporablja stolpe z učinkom dimnika za prezračevanje.

### Amerike
Lovilec vetra je bil uporabljen v centru za obiskovalce v narodnem parku Zion v Utahu, kjer deluje brez dodajanja mehanskih naprav za uravnavanje temperature.